# Convergenza (veicoli)

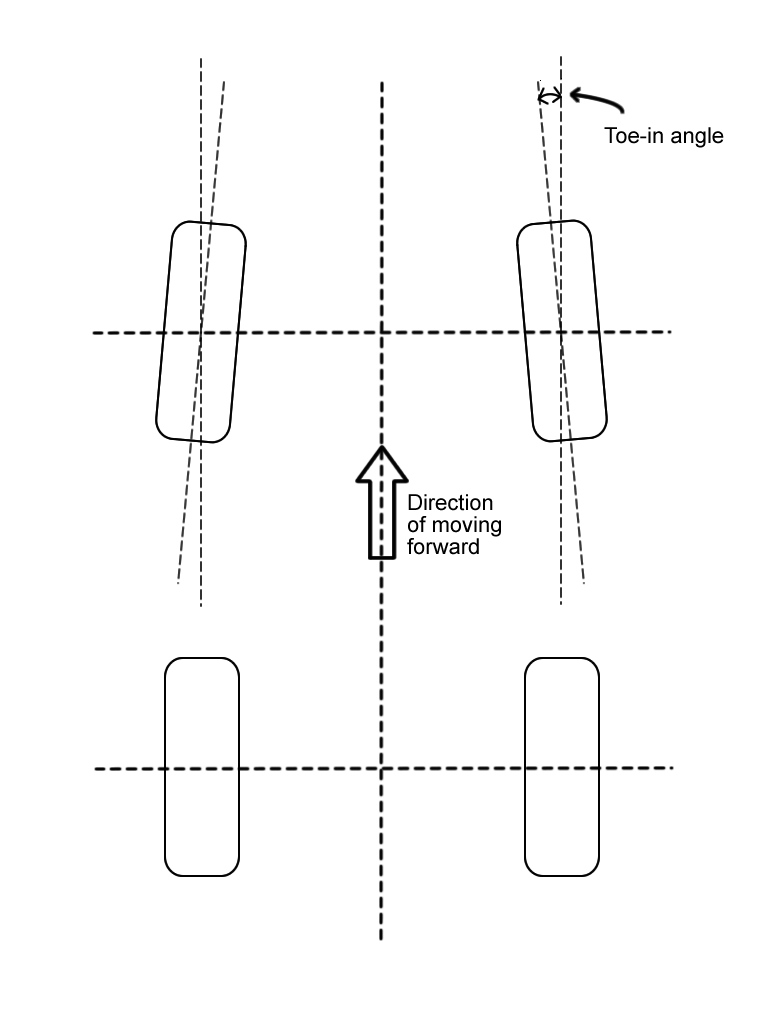
Esempio di convergenza chiusa o positiva di 5° delle ruote anteriori

In ingegneria dei trasporti, la convergenza è l'angolo che ogni ruota ha con l'asse longitudinale del veicolo, in funzione della geometria statica e dinamica, dove valori positivi corrispondono ad avere la parte anteriore della ruota (rispetto alla parte posteriore della stessa ruota) più vicina all'asse centrale dell'auto.
Questo può essere contrastato con lo sterzo, che porta ad avere angoli asimmetrici, vale a dire le due ruote punto a sinistra o a destra.

## Effetti
Nelle auto con trazione posteriore, l'aumento di convergenza sulle ruote anteriori conferisce una maggiore stabilità nella percorrenza rettilinea, ma a costo di una minor reattività nei cambi di direzione e nella svolta, come anche maggiore usura dello pneumatico e resistenza al rotolamento.
Nelle auto con trazione anteriore vengono utilizzati valori divergenti o prossimi allo zero.